# علی حسن آل ثانی
علی حسن آل ثانی (انگلیسی: Ali Hassan Al-Thani؛ زادهٔ ۱۶ اوت ۱۹۷۲) بازیکن فوتبال اهل بحرین بود.
از باشگاه‌هایی که در آن بازی کرده‌است می‌توان به باشگاه ورزشی المحرق اشاره کرد.
وی همچنین در تیم ملی فوتبال بحرین بازی کرده‌است.